# Planalto do Amboim

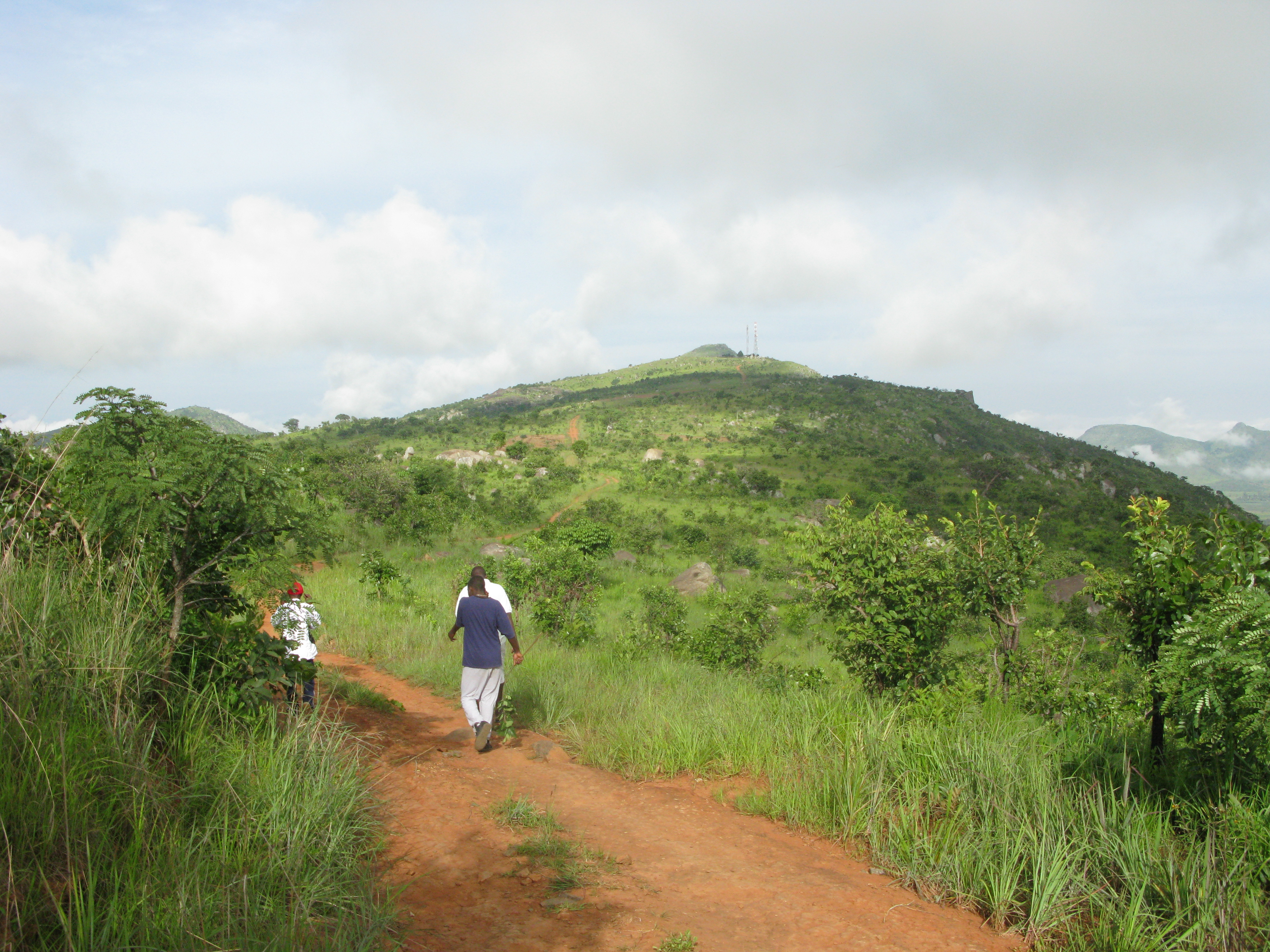
Aspecto do planalto do Amboim na região do município de Cela.

O planalto do Amboim, também chamado de planalto do Cuanza Sul, planalto de Amboim-Seles, planalto da Gabela e planalto de Benguela, é um planalto situado em Angola, entre as províncias de Benguela, Cuanza Sul e Luanda, com altitudes chegando a 1300 metros acima do nível do mar. Mais especificamente, estende-se do vale do rio Cuanza — na fronteira entre o Cuanza Sul, a província de Luanda e a província do Cuanza Norte —, até a Reserva Parcial do Búfalo — na província de Benguela. É considerado uma extensão da Grande Escarpa da África Austral.
Sua zona central foi considerada por Portugal como uma região privilegiada para a colonização, sendo estabelecido, no século XX, os colonatos de Seles, de Quilenda, de Amboim-Gabela e de Cela — este último, em 1965 chegou a contar com 65 mil colonos lusitanos.
Mesmo após a derrocada da colonização lusitana, a região do planalto ainda registra contínuos e relevantes excedentes de produção cafeeira e algodoeira.